# Patrick van Balkom
Patrick van Balkom (né le 14 septembre 1974 à Waalwijk) est un athlète néerlandais, spécialiste du sprint.

## Carrière
Médaille de bronze aux Championnats du monde sur relais 4 × 100 m, ses meilleurs temps sont :
- 100 m : 10 s 23 (0,10) Tel Aviv 	19/07/1998
- 200 m : trois fois 20 s 36 (0,40) à Pretoria 23/03/2001, (1.80) à Pietersburg 18/03/2000, et à Apeldoorn 27/06/1999
- 400 m : 46 s 80 Leyde 07/06/2003

### Palmarès
| Date | Compétition                    | Lieu              | Résultat | Performance |         |
| ---- | ------------------------------ | ----------------- | -------- | ----------- | ------- |
| 1998 | Championnats d'Europe          | Budapest          | 7e       | 4 × 100 m   | 39 s 79 |
| 1999 | Universiade                    | Palma de Majorque | 2e       | 200 m       | 20 s 57 |
| 2001 | Championnats du monde en salle | Lisbonne          | 3e       | 200 m       | 20 s 96 |
| 2003 | Championnats du monde          | Paris             | 3e       | 4 × 100 m   | 38 s 87 |